# Erich Kresse
Erich Kresse (* 23. Juli 1902 in Leipzig; † 17. Dezember 1989 in Wuppertal) war ein deutscher Maler und Graphiker und Mitglied der internationalen Künstlergruppe rbk.

## Leben und Werk
Erich Kresse ließ sich 1936 in Wuppertal nieder. Er unterrichtete Malerei und Graphik an der Werkkunstschule Wuppertal (1948–1972), die aus der „Barmer Kunstgewerbeschule“ (1894–1947) hervorgegangen war, und die ihrerseits 1972 zum Fachbereich Design und Kunst der Bergischen Universität Wuppertal wurde. Zu seinen Schülerinnen und Schülern gehörte unter anderem Irmhild Löffert (später Löffert-Kresse; * 1936 in Wuppertal), die heutzutage in Wuppertal als freischaffende Malerin tätig ist.
Kresse war verschiedentlich in Schottland, Osttirol und der Eifel zu Studienaufenthalten, von denen er unter anderem Aquarelle und Gouachen mitbrachte, die mehr Farbigkeit als seine sonst eher „dunklen Graphiken“ wie z. B. seine Monotypien und Holzschnitte zeigten. In Osttirol hatte er gemeinsam mit dem Malerkollegen von der Künstlergruppe rbk, Walter Wohlfeld, ein Atelier. Kresse war mit Otto Dix befreundet, dem er sein Gemälde „Hommage an Otto Dix“ widmete.

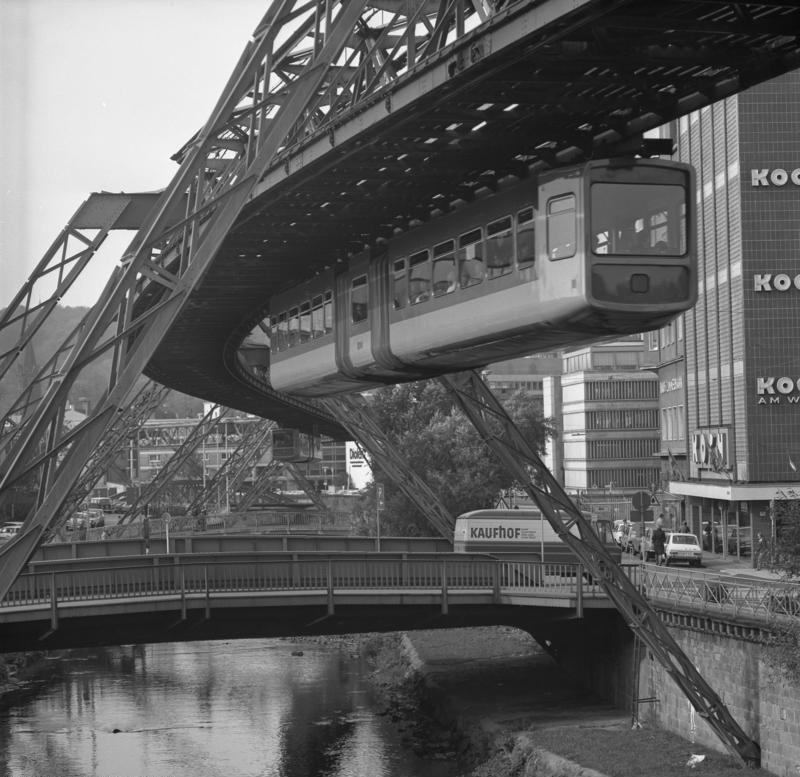
Die Wuppertaler Schwebebahn wurde oft zum Thema von Kresses künstlerischen Arbeiten.
(Foto von 1976; Bundesarchiv)

Seine Arbeiten wurden mehrmals ausgestellt; unter anderem beteiligte er sich 1970 neben drei weiteren „Malern der älteren Generation“ aus Wuppertal, Ernst Oberhoff, Paul Wellershaus und Walter Wohlfeld, an einer Gemeinschaftsausstellung zum Thema „Landschaft“ in der Wuppertaler Stadtsparkasse, die 1968 eine heute noch laufende Ausstellungsreihe zur „Jungen Kunst“ begonnen hatte. Kresse wurde dabei, wie auch die anderen im Januar 1970 ausgestellten Künstler, der „Gemäßigten Moderne“ zugerechnet.
Die 1901 in Betrieb genommene (und damit etwa „gleichaltrige“) Wuppertaler Schwebebahn fand das künstlerische Interesse von Kresse und er thematisierte in seinen Arbeiten vielfach dieses einzigartige Verkehrsbauwerk und Wuppertaler Wahrzeichen. Die Stadtsparkasse richtete im Rahmen ihrer erfolgreichen Ausstellungsreihe „Kunst in der Sparkasse“ auch zwei Einzelausstellungen von Kresses Werken aus, wobei die Ausstellung „Die Schwebebahn“ im April 1972 sowohl dem 70. Geburtstag der Schwebebahn, wie auch dem (noch bevorstehenden) des Künstlers gewidmet wurde. Kresse stellte dabei Zeichnungen, Monotypien und Holzschnitte seines bevorzugten Sujets aus.
Eine weitere Einzelausstellung hatte Kresse zu Ehren seines 75. Geburtstags im Juli und August 1997 in der Sparkassenfiliale in Wuppertal-Rott, wo er unter dem Titel „Kultur im Stadtteil“ noch unbekannte Arbeiten zeigte, die von seinen Studienaufenthalten und aus seinem Osttiroler Atelier stammten.

## Werke (Auswahl)
- MONOTYPIE, Monotypie, 30 × 40 cm, 1965
- Monotypie, Monotypie, 60 × 40 cm, 1968
- Schwebebahn, Holzschnitt, o. J. (Anfang 1972 oder früher, da im April 1972 ausgestellt)